# Schaarhörn
Das Dampfschiff Schaarhörn wurde 1908 auf der Hamburg-Steinwerder Schiffswerft und Maschinenfabrik als Peildampfer gebaut und bei der Baudeputation des Senates der Stadt Hamburg in Dienst gestellt. Die Schaarhörn ist Eigentum der Stiftung Hamburg Maritim und kann gechartert werden.

## Geschichte
Nach ihrer Indienststellung bei der Stadt Hamburg als Peilschiff und für Repräsentationszwecke 1908 wurde sie im Ersten Weltkrieg als Hilfsminensuchschiff eingesetzt. Nach dem Ersten Weltkrieg wurde sie bis 1925 aufgelegt. Danach nahm sie ihre ursprüngliche Tätigkeit als Peil- und Bereisungsschiff, jetzt für das Wasserstraßenamt Cuxhaven und ab 1949 für das Wasser- und Schifffahrtsamt Cuxhaven, wieder auf. Am Ende des Zweiten Weltkriegs war sie an der Evakuierung von Flüchtlingen aus Swinemünde, Pillau, Hela, Stolpmünde und Sassnitz beteiligt. 1973 wurde das Schiff ins Vereinigte Königreich (Newcastle upon Tyne) verkauft und dort als Gastronomieschiff bis 1979 eingesetzt. 
Nach einer weiteren Aufliegezeit wurde die Schaarhörn 1990 von einer Gemeinschaftseinrichtung Hamburger Kaufleute zurückgekauft. 1993 wurde sie als erstes Schiff in die Hamburger Denkmalliste aufgenommen. Sie wurde von 1990 bis 1995 als Arbeitsbeschaffungsmaßnahme für Jugendliche unter Aufsicht der Germanischen Lloyds wiederhergerichtet. Seit 1995 wird sie durch eine ehrenamtliche Besatzung als fahrendes Museum in Betrieb gehalten.
Benannt ist das Schiff nach der zu Hamburg gehörenden Insel Scharhörn in der Mündung der Elbe in die Nordsee.